# Форд 3-тоне (тенк)
Форд 3-тоне М1918 био је амерички лаки тенк из Првог светског рата.

## Историја
Након што је француска фабрика аутомобила Рено произвела тенк Рено ФТ-17, амерички Форд је направио сопствени тенк, још мањи и једноставнији од Рено ФТ-17, који је у САД масовно прављен по лиценци као Лаки тенк М1917. Од наручених 15.000 комада, само 15 је произведено пре примирја 1918, када је продукција обустављена.

## Карактеристике
Тенк (заправо танкета) је био дизајниран за што лакшу масовну производњу. Био је једноставан, лак и стабилан, са трупом довољно широким да возач и командир/нишанџија седе бок уз бок, наоружан само једним митраљезом Браунинг калибра 0,30 in (7,6 mm) у трупу тенка. Командир је осматрао кроз ротирајућу куполицу облика печурке, која није била наоружана. Мотор, гориво и муниција били су у задњем делу тенка, без преграде, тако да је унутрашњост тенка била бучна и загушљива.